# Limnophila micromera
Limnophila micromera är en tvåvingeart som beskrevs av Alexander 1979. Limnophila micromera ingår i släktet Limnophila och familjen småharkrankar.
Artens utbredningsområde är Ecuador. Inga underarter finns listade i Catalogue of Life.